# Lepanthes acuminata
Lepanthes acuminata es una especie de orquídea epífita originaria de México hasta el norte de Venezuela.
De todas las especies pequeñas de Lepanthes ésta puede reconocerse fácilmente por los sépalos largamente acuminados y los pétalos carnosos y 2-lobados, con los lobos orbiculares y ampliamente redondeados.

## Descripción
Tiene tallos secundarios de 4–6 cm de largo. Hoja elíptica, de hasta 3.5 cm de largo y 2 cm de ancho, el ápice acuminado, 3-dentado, verde. La inflorescencia con 1–7 racimos sobrepasados por la hoja, con hasta 13 flores sucesivas, pedicelo 1.2 mm de largo, las flores amarillentas con pocas manchas rojas en los pétalos y el labelo, la columna rojiza; los sépalos lanceolados, de 7 mm de largo y 2.5 mm de ancho, largamente acuminados, glabros, los laterales unidos en sus bases; pétalos transversalmente 2-lobados, los lobos orbiculares, 2.5 mm de largo y de ancho, redondeados, glabros; labelo 2-lobado con un apéndice en el seno, oblongo, 1.5–2 mm de largo, celular-glandular, el apéndice muy pequeño y diminutamente pubescente; columna 1.5 mm de largo; ovario 1 mm de largo.

## Distribución y hábitat
Se encuentra en México, Belice, El Salvador, Guatemala, Honduras, Nicaragua, Costa Rica y Venezuela como una orquídea epifita cespitosa de pequeño tamaño, que prefiere el calor al frío, habita el bosque húmedo de montaña, en los bosque nubosos y en los troncos y ramas de los árboles en alturas de 1000–1600 metros. La floración se produce en nov–enero.

## Taxonomía
Lepanthes acuminata fue descrita por Rudolf Schlechter y publicado en Repertorium Specierum Novarum Regni Vegetabilis 10(254–256): 355. 1912.
Etimología
Ver: Lepanthes
acuminata: epíteto latíno que significa "disminuyendo gradualmente hacia un punto".
Sinonimia
- Lepanthes acuminata subsp. acuminata[4][5]